# Naoya Ogawa

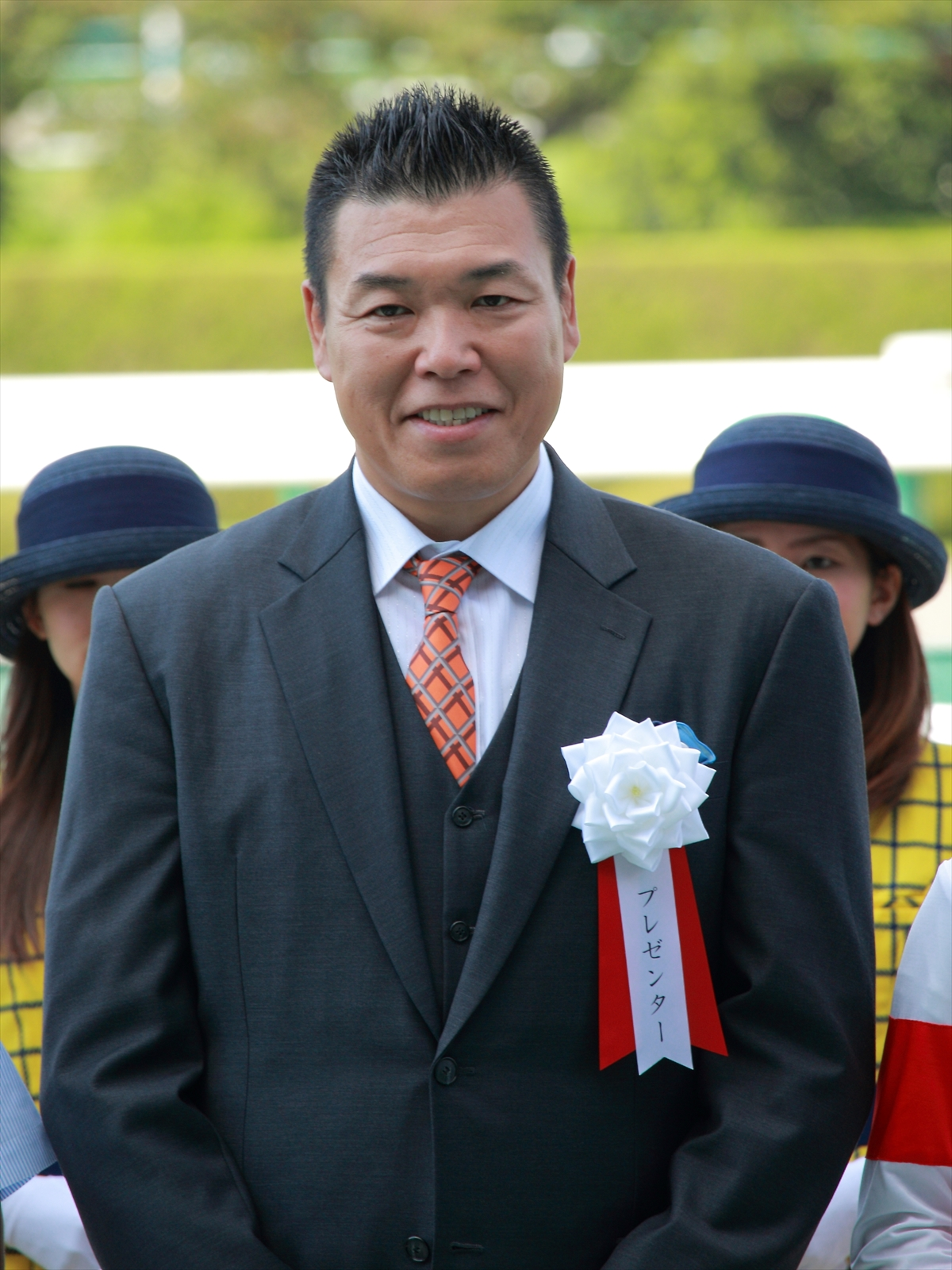
Naoya Ogawa nel 2015

Naoya Ogawa (小川 直也?, Ogawa Naoya; Suginami, 31 marzo 1968) è un pugile giapponese.

## Biografia
Campione del mondo di judo nel 1987 e nel 1989, durante le Olimpiadi del 1992 ottiene la medaglia d'argento nelle gare maschili oltre i 95 kg. In seguito intraprende la carriera di pugile, collaborando con le federazioni New Japan Pro-Wrestling, Pro Wrestling ZERO1, Hustle e, a partire dal 2007, con la Inoki Genome Federation.
Nel 2013 partecipa a una serie di spot live action prodotti da Toyota e basati sul manga e anime Doraemon, interpretando il personaggio di Gian.